# Крістіана Капотонді
Крістіана Капотонді (італ. Cristiana Capotondi; нар.13 вересня 1980, Рим) — італійська акторка.

## Біографія
Знімається в кіно та на телебаченні з 1993 року. 
У 2008 році зіграла головну роль в італійському міні-серіалі «Ребекка» за романом Дафни дю Мор'є, її партнерами по знімальному майданчику стали Алессіо Боні та Маріанджела Мелато.
Крістіана Капотонді посіла 84-е місце в рейтингу «100 найкрасивіших осіб 2009-го».

## Вибрана фільмографія
- Vacanze di Natale '95 (1995) — Марта
- Il cielo in una stanza (1999) — Федеріка
- Молодий Казанова (ТБ) (2002)/Il giovane Casanova — Манон Балетті
- Forse sì... forse no... (2004) — Валентина
- Christmas in Love (2004) — Моніка
- Volevo solo dormirle addosso (2004) — Лаура
- Ніч перед екзаменами (2006)/Notte prima degli esami — Клаудія
- Scrivilo sui muri (2007) — Солє
- I Viceré (2008) — Тереза
- Come tu mi vuoi (2007) — Джада
- Ребекка (міні-серіал) (2008)/Rebecca, la prima moglie — Дженніфер, друга місіс де Вінтер
- Сіссі (міні-серіал) (2008)/Sissi — Єлизавета Баварська
- Ex (2009) — Джулія
- La passione (2010) — Фламінія Сбарбато
- Dalla vita in poi (2010) — Катя
- La peggior settimana della mia vita (2011) — Маргарита
- L'infiltrato (2011) — Лаура Бассано
- La kryptonite nella borsa (2011) — Тітіна
- Мерлін (міні-серіал) (2012)/Merlin — Гвіневера
- Il peggior Natale della mia vita (2012) — Маргарита
- Amiche da morire (2013) — Олівія
- Мафія вбиває тільки влітку (2013)/La mafia usside solo d'estate — Флора
- Варрава (міні-серіал) (2013)/Barabba — Естер
- Indovina chi viene a Natale? (2013) — Валентина
- Amori elementari (2014) — Сара
- Золотий хлопчик (2014)/Un ragazzo d'oro — Сільвія
- Margherita delle stelle (телефільм) (2024) — Маргеріта Ак

## Нагороди
- 2007 — Срібна стрічка (Premio Guglielmo Biraghi) за «Notte prima degli esami».
- 2013 — Золота хлопавка — Super Ciak d'oro за «Amiche da morire».

## Джерело
- Сторінка в інтернеті [Архівовано 14 січня 2015 у Wayback Machine.]